# Onychaspidium longiscutellatum
Onychaspidium longiscutellatum är en tvåvingeart som först beskrevs av Günther Enderlein 1911.  Onychaspidium longiscutellatum ingår i släktet Onychaspidium och familjen fritflugor. Inga underarter finns listade i Catalogue of Life.